# IC 2569
IC 2569 ist eine linsenförmige Galaxie  vom Hubble-Typ E0 im Sternbild Löwe an der Ekliptik. Sie ist schätzungsweise 618 Millionen Lichtjahre von der Milchstraße entfernt und hat einen Durchmesser von etwa 550.000 Lj.

Im selben Himmelsareal befinden sich u. a. die Galaxien NGC 3216 und IC 2567.
Das Objekt wurde am 26. März 1900 von Stéphane Javelle entdeckt.